# البربري والقزم
البربري والقزم أو البربري والصيد أو البربرية والقزم (بالإنجليزية: The Barbarian and the Troll)‏ هو مسلسل رسوم متحركة الدمى المتحركة كوميدي كندي-أمريكي تم بثه على قناة نيكلوديون في من عرض المسلسل بالدبلجة العربية على نكلوديون عربية على قناة إم بي سي 3 (MBC3) أولا ثم على قناة نيكتونز. تمت دبلجة هذا المسلسل إلى اللغة العربية في مصر ويعرض المسلسل بالنسخة المدبلجة باللغة العربية الفصحى. عرض المسلسل على قناة نكلوديون الامريكية سنة 2021 وعرض على نكلوديون عربية سنة 18 يوليو 2022 على شبكة شبكة أوربت شوتايم. تم عرضه على نكلودين العربية في 2 أكتوبر 2021., تم عرض,، وبالدبلجة الفارسية على إم بي سي الفارسية. تمت دبلجة هذا المسلسل إلى اللغة العربية في مصر. تَأْليف مايك ميتشيل ودرو ماسي التي تم بثها على نيكلوديون من 2 أبريل إلى 25 يونيو 2021.

## القصة
في أرض جوثموريا، بريندر هي أميرة محاربة شرسة في سعيها للانتقام من هجوم على عائلتها. تجد المغامرة عندما تقابل إيفان ، جسر مفعم بالحيوية ترول بحثًا عن الإثارة ومكانًا لتأدية أغانيه. إنهم يتعاونون لإنقاذ مملكتهم وتحقيق أحلامهم. وسرعان ما انضم إلى بريندر وإيفان في بحثهما عن طريق الساحر حورس وابنته ستايسي التي تحولت إلى بومة وفأس حورس المسحور.

## روابط خارجية
- البربري والقزم على موقع IMDb (الإنجليزية)
- البربري والقزم على موقع روتن توميتوز (الإنجليزية)
- البربري والقزم على موقع كينوبويسك (الروسية)
- البربري والقزم على موقع قاعدة بيانات الفيلم (الإنجليزية)